# Samuel van Hoogstraten

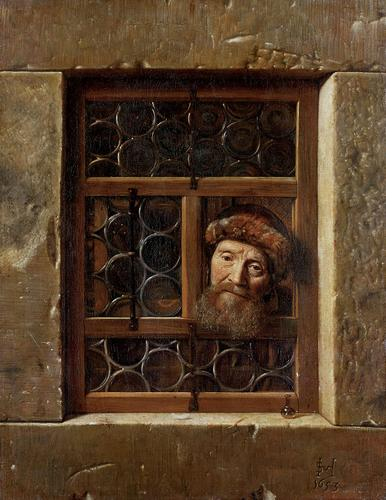
Hombre asomado a la ventana (1653), Museo de Historia del Arte de Viena.

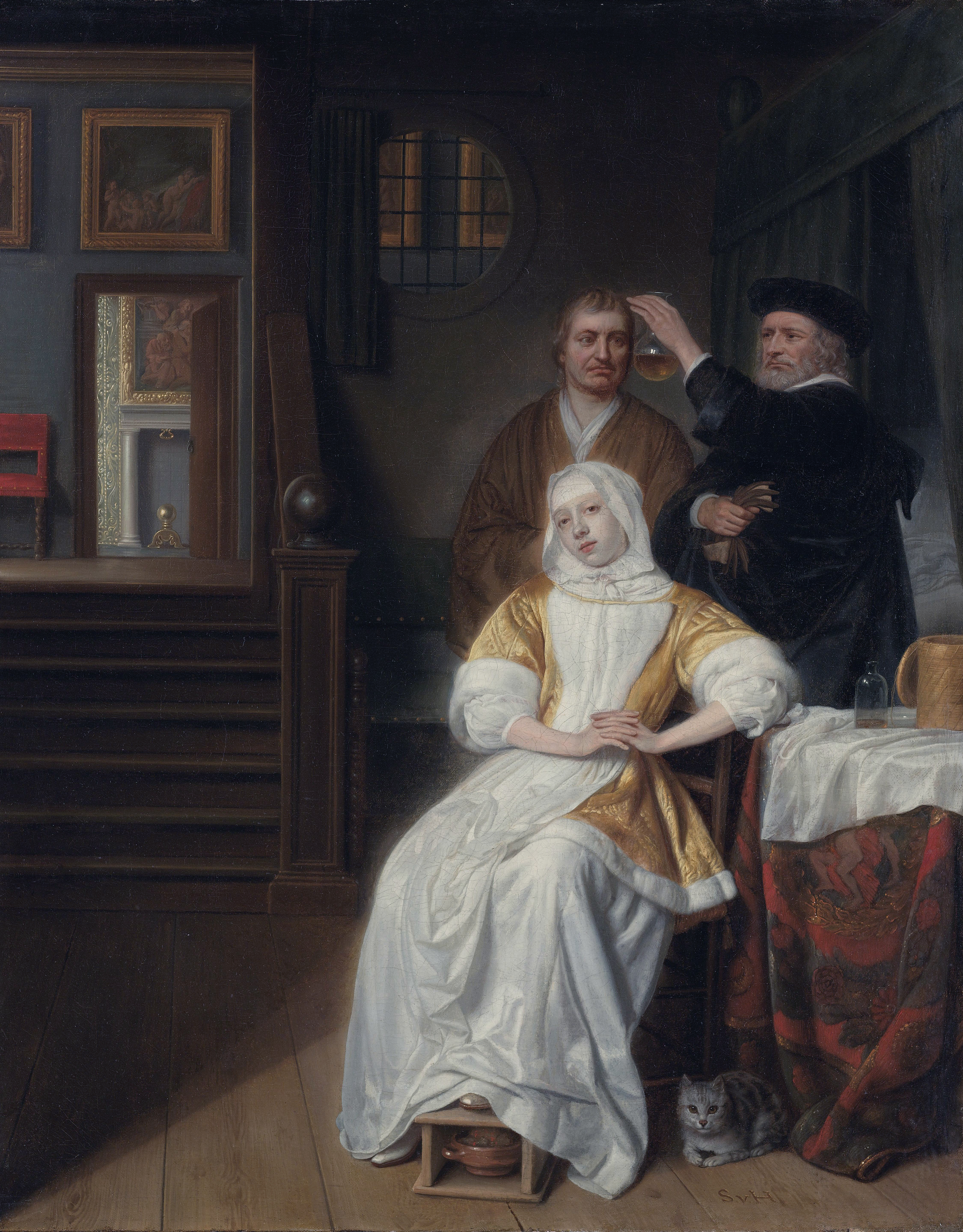
La dama anémica, h. 1667, Rijksmuseum, Ámsterdam.

Samuel Dirksz van Hoogstraten (Dordrecht, 2 de agosto de 1627-19 de octubre de 1678) fue un pintor holandés de la época barroca.
Samuel Dirksz van Hoogstraten fue primero alumno de su padre, mientras vivía en Dordrecht hasta alrededor de 1640. A la muerte de Dirk van Hoogstraten, su padre, cambió de residencia marchándose a Ámsterdam y entró en la escuela de Rembrandt. Poco después, comenzó como maestro y pintor de retratos. Entonces empezó una serie de viajes que lo llevaron (1651) a Viena, Roma y Londres, retirándose finalmente a Dort. Allí se casó en 1656, y tuvo un cargo como preboste de la ceca.
Un número suficiente de obras de Van Hoogstraten se han conservado, para demostrar que luchó por imitar diferentes estilos en diferentes épocas. En un retrato datado en 1645, actualmente en la colección Lichtenstein de Viena, imita a Rembrandt. Siguió esta tendencia hasta fecha tan tardía como 1653 cuando produjo la maravillosa figura de un hombre con barba mirando afuera de una ventana. Este, uno de los ejemplos más característicos de su estilo, se muestra en el Museo de Historia del Arte de Viena. 
Una vista del Hofburg de Viena, datado en 1652, muestra su habilidad como pintor de arquitectura. En contraste, una obra en La Haya que representa a una Dama leyendo una carta al tiempo que cruza un patio (Mauritshuis) o una Dama consultando con el médico (en el Rijksmuseum de Ámsterdam), imitata a de Hooch. Una de las obras suyas más tardías que se conservan es un retrato de Mathys van den Brouck, datado en 1670.
Hoogstraten también empleó su habilidad con la perspectiva para construir cajas «peepshow». Por ejemplo, una de ellas muestra el interior de una casa holandesa; se trata de una caja con convencentes vistas en tres dimensiones del interior de una casa holandesa cuando se ve a través de pequeños agujeros a cada lado de la caja.
La fama de Van Hoogstraten deriva de su versátil carrera como poeta, pintor, y celoso trepador social. Además de dirigir una ceca, dedicó algún tiempo a tareas literarias. Su obra maestra es un libro sobre la pintua, la Introducción a la Academia de Pintura (Inleyding tot de Hooge Schoole der Schilderkonst, Rótterdam 1678) que es por su tamaño y amplitud teórica uno de los tratados de pintura más ambiciosos publicados en los Países Bajos en el siglo XVII. Cubre temas tales como persuasión pictórica e ilusionismo, los estándares morales del pintor y la relación entre la pintura y la filosofía, refiriéndose a autores tanto modernos como antiguos. Al tiempo que reaccionaba a ideas internacionales, principalmente del sur de Europa, sobre la pintura que Van Hoogstraten pudo haber encontrado a lo largo de sus viajes, el tratado también reflejaba el punto de vista contemporáneo y pensamiento sobre el arte en los talleres holandeses.
Van Hoogstraten también compuso sonetos y tragedias. A él se le debe haber recogido algunos dichos familiares de Rembrandt. También se dedicó al aguafuerte, y se conservan algunos de sus grabado. Su retrato, grabado por sí mismo a los 50 años de edad, aún se conserva.